# Rogue Trooper (мультфильм)
Rogue Trooper — научно-фантастический компьютерно-анимационный фильм Данкана Джонса, выход которого намечен на 2025 год. Сценарий фильма написал сам Джонс. Также Джонс является одним из продюсеров фильма. В основу фильма положен комикс Rogue Trooper Герри Финли-Дея и Дэйва Гиббонса. Главные роли в фильме исполняют Анейрин Барнард, Хейли Этвелл, Джек Лауден, Дэрил Маккормак, Рис Шерсмит, Мэтт Берри, Эйса Баттерфилд, Джемейн Клемент и Шон Бин.

## В ролях
- Анейрин Барнард — Роуг
- Хейли Этвелл
- Шон Бин
- Джек Лауден — Гуннар
- Дэрил Маккормак — Хелм
- Рис Шерсмит — Бэгмэн
- Мэтт Берри
- Эйса Баттерфилд
- Джемейн Клемент
- Диана Морган
- Элис Лоу

## Создание
В 2011 году фильм должен был снимать комиксист Грант Моррисон, но проект так и не был реализован из-за кассовых неудач фильма «Судья Дредд 3D» (2012). В июле 2018 года Данкан Джонс объявил о том, что его следующим проектом станет адаптация британского комикса Rogue Trooper.
В январе 2024 года создание фильма активизировалось, так как к актёрскому составу фильма присоединились Анейрин Барнард, Хейли Этвелл, Джек Лауден, Дэрил Маккормак, Рис Шерсмит, Мэтт Берри, Диана Морган, Элис Лоу, Эйса Баттерфилд, Джемейн Клемент и Шон Бин. Джонс был утверждён в качестве режиссёра, сценариста и сопродюсера, а фильм будет анимирован с использованием инструмента Unreal Engine 5. Съёмочный период завершился на киностудии Rebellion в Великобритании.

## Выход
Выпуск мультфильма в кинотеатрах намечен на 2025 год.